# Arndtstraße 39 (Magdeburg)

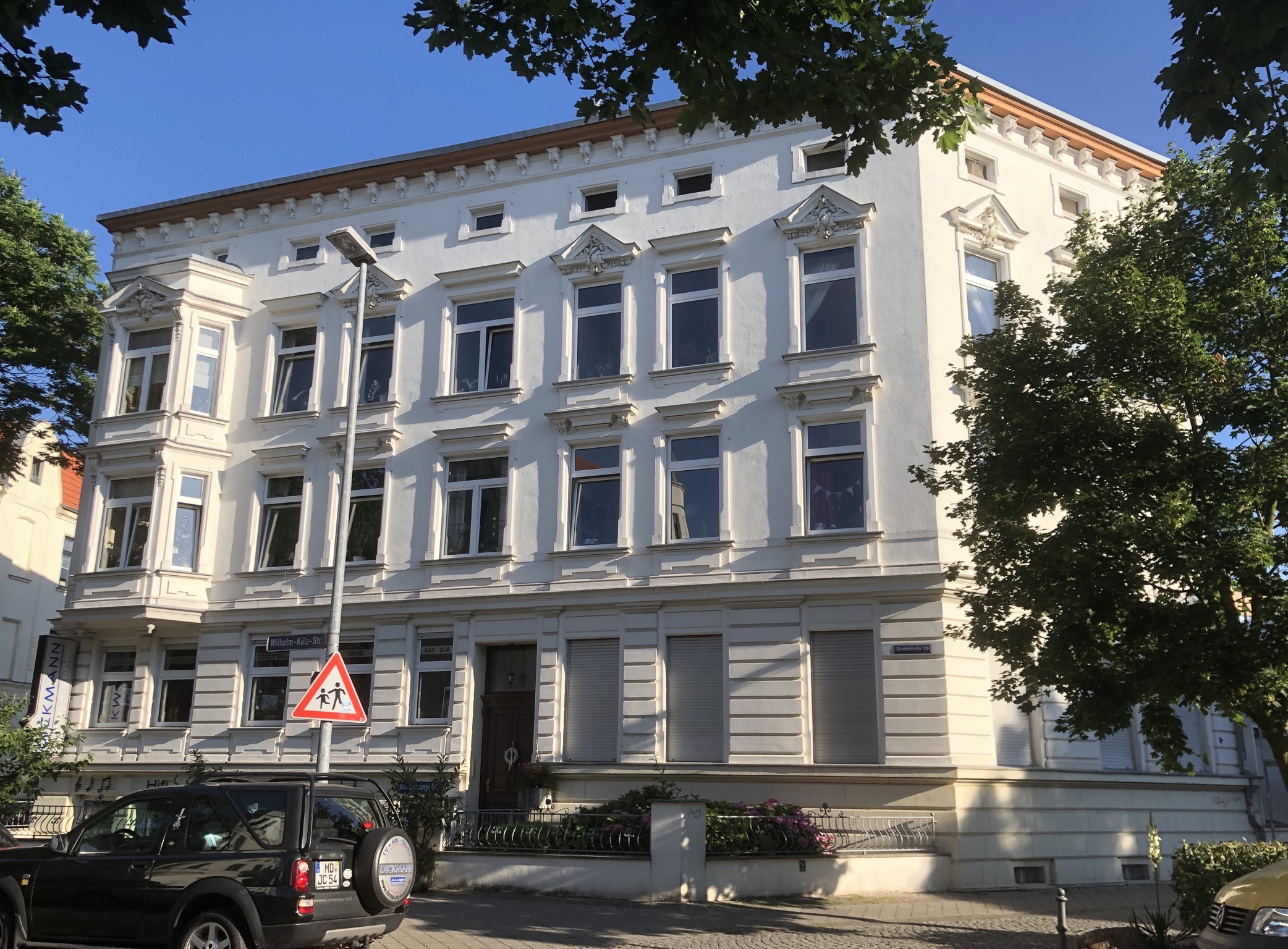
Arndtstraße 39, Blick von Norden, 2020

Das Gebäude Arndtstraße 39 ist ein denkmalgeschütztes Wohnhaus in Magdeburg in Sachsen-Anhalt.

## Lage
Es befindet sich in einer Ecklage auf der Ostseite der Arndtstraße im Magdeburger Stadtteil Stadtfeld Ost. Nördlich des Hauses erstreckt sich der sogenannte Lessingplatz, der durch die von West nach Ost verlaufende Wilhelm-Külz-Straße und die von Südwesten nach Nordosten kreuzende Lessingstraße gebildet wird.

## Architektur und Geschichte
Der dreieinhalbgeschossige verputzte Bau wurde im Jahr 1896 von Gustav Hesse errichtet. Das Haus ist im Stil des Neobarocks gestaltet und verfügt über ein Mezzaningeschoss. Vor der östlichsten Achse der nach Norden weisenden Fassade befindet sich vor den beiden Obergeschossen ein polygonaler Erker. Als Verzierungen sind an der Fassade Konsolen und Kartuschen an den Fensteröffnungen eingesetzt. Darüber hinaus bestehen auch am Kranzgesims Konsolen. Der Bau ruht auf einem erhöhten Sockel. Bedeckt ist das Haus von einem Flachdach.
Ursprünglich gehörte zu dem Gebäude auch ein Südflügel, der sich entlang der Arndtstraße zog, jedoch nicht erhalten ist.
Im örtlichen Denkmalverzeichnis ist das Wohnhaus unter der Erfassungsnummer 094 82394 als Baudenkmal verzeichnet.
Das Gebäude gilt als südliche Begrenzung des Platzes als das Straßenbild prägend und städtebaulich bedeutend.